# Zenica
Zeníca (tudi pupíla) je odprtina v središču šarenice očesa, ki z oženjem in širjenjem dovoljuje pravi količini svetlobe vstop na mrežnico. V vidni svetlobi je videti črna, ker svetlobne žarke, ki vstopajo vanjo, neposredno absorbirajo tkiva znotraj očesa ali pa se absorbirajo pri difuznih odbojih znotraj očesa in večinoma zgrešijo izhod ozke zenice. Drugo ime za zenico je tudi púnčica.

## Zgradba
Človeška zenica je okrogla, druge vrste, kot so na primer mačke, imajo navpične ozke zenice, ovce in koze imajo vodoravno usmerjene zenice. Nekatere vrste morskih zmajev (Plecostomus) imajo obročaste oblike. V optičnem smislu je anatomska zenica očesna reža, šarenica pa zaslonka. Slika zenice, ki se vidi z zunanje strani očesa, je vstopna zenica, in točno ne odgovarja legi in velikosti fizične zenice, ker jo povečuje roženica. Na notranji strani leži izrazita struktura, ki označuje vez embrionalne zenične membrane, ki pokriva embrionalno zenico.